# Hylaeus iheringi
Hylaeus iheringi är en biart som först beskrevs av Carlos Schrottky 1910.  Hylaeus iheringi ingår i släktet citronbin, och familjen korttungebin. Inga underarter finns listade i Catalogue of Life.